# サン＝ネクテール
サン＝ネクテール（フランス語: Saint-nectaire）はフランスで生産される、牛乳を原料としたセミハードタイプのチーズ。オーヴェルニュ地方のピュイ＝ド＝ドーム県およびカンタル県の一部で生産されている。名称は同名の村「サン＝ネクテール」に由来する。

## 歴史
サン＝ネクテールの産地であるオーヴェルニュは農業に好適な土地ではなく、具体的な年代は不明ながら中世のころからチーズの生産が発達した。当時はまだこのチーズはサン＝ネクテールの名ではなく、教区名であるミュロル (Murols)、トーヴ (Tauves) などと呼ばれていた。サン＝ネクテールと呼ばれるようになったのは17世紀のこと。サン＝ネクテール元帥（en）の好物であったこのチーズをルイ14世に紹介し好評だったことから、元帥の呼び名でもあった地名、サン＝ネクテールとしてチーズの呼称が定着した。同世紀中にフランスでは国外からのチーズの輸入を制限したので、オーヴェルニュ以外の地方や都市（例えばパリ）にも広まった。グリュイエールチーズの技法もスイスより取り入れたという。1955年にフランスのAOC認定を受け、1996年にはEUのAOPの認定を受けた。2013年のフランスにおけるAOPチーズの生産量ではサン＝ネクテールが13,270トンで5位となっている。

## 原料・製法
サン＝ネクテールは牛乳を原料としてつくられ、乳牛の品種は地元産のサレール牛を使用する。無殺菌の生乳を使う場合と殺菌乳を使う場合があり、無殺菌の方が個性的な仕上がりになるという。
牛乳を摂氏32度に加熱してから酵素を加えカードとした後に細かく切り分けて水気を切る。その後型にまとめて圧縮し、両面に塩を加えさらに圧縮する。この後は網の台にのせて2日ほど乾燥させてから熟成室で熟成させる。熟成の際、最初の3週間は適宜裏返しつつ塩水で表面を洗う。熟成期間は6週間から8週間。フェルミエ（農家による完全な自家製）では熟成に際して藁の上で熟成させるケースがあり、この場合は非常にクセの強い香りを帯びるようになる。

## 特徴
生産者によって全く違った味わいと香りに仕上がる。藁の上で熟成させたものは藁とカビによる極めて「強烈」な臭いを発し、通好みとされる。一方で工場製のものはクセも少なく、初心者でも食べやすいと評される。歯ごたえはやわらかくも弾力があり、味はナッツの香ばしさと若干の辛味、溶けてくると酸味も感じられる。
表皮にカゼイン製のタグが添付してあり、これで産地と生産者が識別できるようになっている。楕円形または正方形のタグで、楕円形のものは“ St NECTAIRE FERMIER ”、正方形のものには“ St NECTAIRE LAITIER ”の文字列と、おのおの県番号、村番号、業者のコードが記載されている。楕円形のタグが添付されたものが農家で生産されたもの（フェルミエ FERMIER）である。

## 流通
フェルミエはフランス国内においても近所の朝市で農家が直販したりと、広域流通は少ない。ただし、これは農家のものの生産量が少ないということを意味しない。2012年の生産量はフェルミエが7,016トンであり、それ以外の工場製は6,878トンであった。
なお、日本で流通しているのは基本的に工場製である。